# Acanthus caudatus
Acanthus caudatus är en akantusväxtart som beskrevs av Gustav Lindau. Acanthus caudatus ingår i släktet akantusar, och familjen akantusväxter. Inga underarter finns listade i Catalogue of Life.